# Лорікет веселковий
Лорікет веселковий (Trichoglossus haematodus) — вид папугоподібних птахів родини Psittaculidae. Поширений в Океанії.

## Поширення
Вид поширений на сході Індонезії, Новій Каледонії, Папуа-Новій Гвінеї, Соломонових Островах і Вануату. Вид має широкий спектр середовищ існування як у низинах, так і на лісистих пагорбах до висоти 2440 м і зустрічається в мангрових лісах, тропічних лісах, пальмових лісах ніпа, змішаних лісах, болотах і саванах. Веселкового лорікета також можна зустріти на оброблених землях, таких як кокосові плантації або сільськогосподарські угіддя.

## Підвиди
Виділяють шість підвидів:
- T. h. haematodus Linnaeus, 1771 — південні Молуккські острови, північ Нової Гвінеї та Західна Нова Гвінея;
- T. h. massena Bonaparte, 1854 — східна Нова Гвінея, о. Каркар, архіпелаг Бісмарка, Соломонові Острови та Вануату;
- T. h. deplanchii J. Verreaux & Des Murs, 1860 — Нова Каледонія та острови Лоялті;
- T. h. nesophilus Neumann, 1929 — острови Нініго та Острови відлюдників;
- T. h. flavicans Cabanis & Reichenow, 1876 — Новий Ганновер та острови Адміралтейства;
- T. h. nigrogularis G. R. Gray, 1858 — острови Кай, острови Ару та південь Нової Гвінеї.

## Опис
Довжина птаха становить 25-30 см, а вага — 109—137 г. Дзьоб помаранчево-червоний, голова темно-синя, на шиї буріє. У нього жовтий комір і зелений верх. Грудка червона з синьо-чорними смугами, а живіт зелений з жовтими смугами. Хвіст зверху зелений, а знизу смугастий зелено-жовтий. У самця райдужка яскраво-червона, а у самиці — оранжево-червона.